# ريكورت (باد كاليه)
ريكورت، باد كاليه (بالفرنسية: Récourt)‏ هي بلدية تقع في إقليم باد كاليه من منطقة نور با دو كاليه في شمال فرنسا. تبلغ مساحة هذه المدينة 3.33 (كم²)، وترتفع عن سطح البحر 59 م، يبلغ عدد سكانها 243 نسمة حسب إحصاء المعهد الوطني للإحصاء والدراسات الاقتصادية سنة 2009 م. وترأس Rodrigue Mroz البلدية خلال فترة (2008-2014).